# Рава
Рава (на хърватски: Rava) е хърватски остров в Адриатическо море, част от Задарския архипелаг.

## Общи сведения
Рава е с площ 3,63 км² и със силно изрязана брегова линия с дължина 16 км. Разположен е между островите Дуги оток и Иж и е част от Задарския архипелаг. По крайбрежието на острова се наброяват 15 залива: Танко, Валишина, Павайско, Иваношевица, Дражице, Голубовац, Мартиница, Гърбавач, Пестеховац, Гърбачина, Марница, Паладиница, Локвина, Вичабок, За Гърбицу.
Рава се намира в Задарска жупания и е разположен на 16 морски мили (30 км) от град Задар.

## Климат
Климатът е средиземноморски с мека дъждовна зима и топло сухо лято. Най-студеният месец е януари със средна температура 7 °C, а най-топлият е юли с 23,5 °С средна температура. Средногодишната температура е 15 °C.
Дъждовете падат основно през зимното полугодие като средногодишното им количество е около 900 мм. Въпреки сравнително голямото количество валежи, на острова няма естествени водоеми и жителите му събират в специални контейнери дъждовна вода или разчитат на вода, доставена от континенталната част.

## Растителност
При наличието на мек средиземноморски климат растителността на острова е представена главно от средиземноморски видове. Преобладават дъб, джел, къпина, зайча сянка. През последните години се наблюдава увеличение на популацията на алепския бор. От култивираните растения най-често срещани са маслина, грозде, нар, портокал, лимон, мандарина, орех, смокиня, бадем.

## Население
На Рава има само две селища – едноименното Рава и Мала Рава.
Подобно на повечето хърватски острови в Адриатическо море населението и на Рава намалява, но тук тенденцията се забелязва от средата на XX в., а не още от края на XIX в. Тази тенденция започва полека да се обръща от 2001 г. насам, когато вече се регистрира известен прираст. Според Статистическото бюро на Хърватия през 2001 г. населението е наброявало само 98 души, а през 2011 е било 117 души. В таблицата по-долу е представена числеността на населението по години от 1857 до 2011 г.
| Население на Рава по години | Население на Рава по години | Население на Рава по години | Население на Рава по години | Население на Рава по години | Население на Рава по години | Население на Рава по години | Население на Рава по години | Население на Рава по години | Население на Рава по години | Население на Рава по години | Население на Рава по години | Население на Рава по години | Население на Рава по години | Население на Рава по години | Население на Рава по години |
| --------------------------- | --------------------------- | --------------------------- | --------------------------- | --------------------------- | --------------------------- | --------------------------- | --------------------------- | --------------------------- | --------------------------- | --------------------------- | --------------------------- | --------------------------- | --------------------------- | --------------------------- | --------------------------- |
| 1857                        | 1869                        | 1880                        | 1890                        | 1900                        | 1910                        | 1921                        | 1931                        | 1948                        | 1953                        | 1961                        | 1971                        | 1981                        | 1991                        | 2001                        | 2011                        |
| 173                         | 219                         | 247                         | 335                         | 400                         | 400                         | 491                         | 375                         | 411                         | 371                         | 305                         | 234                         | 147                         | 120                         | 98                          | 117                         |